# Рыбинские известия
Рыбинские известия — газета, издающаяся в Рыбинске (Ярославская область) с июня 1917 года. Официальный печатный орган администрации Рыбинска.  Первоначально называлась «Призыв». В феврале 1918 года была переименована в «Известия Рыбинского совета рабочих и солдатских депутатов». Является официальным печатным органом администрации города Рыбинск. Распространяется по подписке и через розничную торговую сеть.

## История
Первоначально называлась «Призыв». В феврале 1918 года была переименована в «Известия Рыбинского совета рабочих и солдатских депутатов». 
В 1924 году газета «Рыбинские известия» меняет своё название на «Рабочий и пахарь». Газета по-прежнему остается уездной. Смену названия осуществили в связи с тем, что 20 апреля 1923 года на XII съезде РКП(б) шел разговор об объединении усилий рабочих и крестьян в борьбе за светлое будущее. 
Политическая обстановка в деревне была неутешительной для большевиков, среди крестьян все больше росло возмущение новым строем. Газета по-прежнему, как и предшественницы, выходит ежедневно, стоит 5 копеек в розницу, имеет формат А4.
Редакция, типография и учредители те же, что у бывших «Рыбинских известий». Отсчет первого года издания она ведет от «Призыва» 1917 года, ставя в скобках шестой год издания, когда она выходит под новым названием. 